# X JAPAN WORLD TOUR Live in TOKYO 〜攻撃続行中〜
「X JAPAN WORLD TOUR Live in TOKYO 〜攻撃続行中〜」（エックスジャパン ワールドツアーライブインとうきょう こうげきぞっこうちゅう）は、日本のロックバンドX JAPANが東京ドームにおいて、2009年の5月2日と5月3日の2日間開催したコンサートである

## 日程
- 5月2日：〜無敵な夜〜
- 5月3日：〜18回目の夜〜SPECIAL

## 概要
2008年12月31日の「X JAPAN COUNTDOWN GIG 〜初心に帰って〜」を皮切りにスタートしたX JAPANのワールド・ツアーの日本公演。
3月頃からHEATHの事務所とのマネジメント問題により彼の出演が危ぶまれていたが、公演前日の5月1日に公式サイトにて、問題は解決した旨のHEATH本人のコメントが掲載された。同時に、復活後からサポートギターを務めていたSUGIZOが「6人目のメンバー」として正式にX JAPANに加入したことも発表された。
新曲「JADE」や、復活後初披露となる「DAHLIA」などが演奏された。

## 参加メンバー
- YOSHIKI
- TOSHI
- PATA
- HEATH
- SUGIZO
- HIDE

## 演奏曲

### 〜無敵な夜〜 (2009/5/2)
セットリスト
- THE LAST SONG (S.E.)
- Rusty Nail (ピアノ演奏から)
- WEEK END
- JADE
- PATA Guitar solo
- CELEBRATION (HIDE solo)
- ROSE OF PAIN (アコースティック)
- Piano solo
- Tears
- YOSHIKI Piano & SUGIZO Violin
- DAHLIA
- 紅

アンコール1
- ROSA (Violet UK)
- Drum solo
- Without You

アンコール2
- I.V.
- X (無敵BAND登場)
- ENDLESS RAIN
- Say Anything (S.E.)
- Forever Love (Last Mix) (S.E.)
- Tears (S.E.)

### 〜18回目の夜〜SPECIAL  (2009/5/3)
セットリスト
- Amethyst
- Rusty Nail (ピアノ演奏から)
- WEEK END
- JADE
- DRAIN
- Longing 〜跡切れたmelody〜  (アコースティック)
- Tears
- YOSHIKI Piano & SUGIZO Violin
- 紅
- オルガスム (巨大ヨシキティ演出)

アンコール1
- ROSA (Violet UK)
- Drum solo
- Without You

アンコール2
- PROLOGUE (〜WORLD ANTHEM)
- I.V.
- X
- ENDLESS RAIN

アンコール3
- ART OF LIFE (第二楽章から)
- Say Anything (S.E.)
- Forever Love (Last Mix) (S.E.)
- Tears (S.E.)